# Município de Belpre (condado de Washington, Ohio)
O município de Belpre (em inglês: Belpre Township) é um município localizado no condado de Washington no estado estadounidense de Ohio. No ano 2010 tinha uma população de 3869 habitantes e uma densidade populacional de 61,93 pessoas por km².

## Geografia
O município de Belpre encontra-se localizado nas coordenadas 39° 17′ 01″ N, 81° 39′ 51″ O. Segundo a Departamento do Censo dos Estados Unidos, o município tem uma superfície total de 62.47 km², da qual 60.43 km² correspondem a terra firme e (3.26%) 2.04 km² é água.

## Demografia
Segundo o censo de 2010, tinha 3869 pessoas residindo no município de Belpre. A densidade de população era de 61,93 hab./km².